# Rocca Canterano
Rocca Canterano là một đô thị ở tỉnh Roma trong vùng Latium thuộc Ý, có cự ly khoảng 45 km về phía đông của Roma. Tại thời điểm ngày 31 tháng 12 năm 2004, đô thị này có dân số 230 người và diện tích là 15,8 km².
Rocca Canterano giáp các đô thị: Agosta, Anticoli Corrado, Canterano, Cerreto Laziale, Gerano, Marano Equo, Saracinesco.